# Betty Ogwaro
Betty Acan Ogwaro est une femme politique et une ministre sud-soudanaise.

## Biographie
D'origine acholi, Ogwaro est titulaire d'un bachelor en sciences de l'animal de l'université de Djouba. 
Entrée en 1989 au ministère de l'agriculture pour le Soudan du Sud, elle devient en 1992 directrice de la production animale, jusqu'en 1995, année où elle s'exile au Royaume-Uni. Elle y reprend des études et obtient une maîtrise en sciences vétérinaires de l'université d'Édimbourg en 1999, et mène des études en microbiologie à l'Université de Wolverhampton, jusqu'en 2002. Elle dirige la représentation locale de l'armée populaire de libération du Soudan dans les Midlands de 1999 à 2005, et est l'une des dirigeantes qui réussissent à négocier une clause de représentation minimale de 25 % des femmes à tous les niveaux de gouvernance comme partie intégrante de l'accord de paix. Elle est une fondatrice de "Windows for Sudan", une organisation non gouvernementale qui cherche à promouvoir la participation des femmes soudanaises au développement et à améliorer leur statut dans la société. Elle travaille avec le Fonds de développement des Nations unies pour la femme (UNIFEM)  sur les questions relatives aux femmes.
Elle participe à l'équipe de négociation d'un accord de paix entre l'Armée de Résistance du Seigneur (LRA) et le gouvernement de l'Ouganda. Elle est la première femme soudanaise à contester Joseph Kony, principal dirigeant de la LRA pour les atrocités commises par ses troupes au Soudan et son manque d'engagement sur le processus de paix,. En 2007, elle devient présidente de la Ligue parlementaire féminine du Sud-Soudan, visant à faire progresser la participation des femmes à la vie politique et au pouvoir. Elle a aussi été président du Caucus des femmes du Sud-Soudan (Southern Sudanese Women Caucus). Elle combine son travail parlementaire avec la promotion des femmes dans l'agriculture.
En 2007, Salva Kiir Mayardit la nomme ministre de l'Agriculture, des Ressources Animales, de la Sylviculture, de la coopération et du Développement Rural pour l’État Équatoria-Oriental, puis, après la proclamation de l'indépendance, ministre de l'Agriculture et de la Forêt du Soudan du Sud, en 2011.